# آنوته تونگ
آنوته تونگ (به انگلیسی: Anote Tong) (به چینی: 汤 安诺) (زادهٔ ۱۱ ژوئن ۱۹۵۲)، رئیس‌جمهور وقت جمهوری کیریباتی از ژوئیهٔ ۲۰۰۳ تا سال ۲۰۱۳ میلادی، به‌مدت سه دورهٔ ۴ ساله است.
وی در انتخابات ۲۰۰۳ با کسب ۴۷٫۴ درصد آرا، در انتخابات ۲۰۰۷ با کسب ۶۴ درصد آرا و در انتخابات ۲۰۱۲ با کسب حدود ۴۰ درصد آرا، برای سه دورهٔ متوالی در این سمت است. او همواره از سوی مخالفان به اتهام تقلب مورد اعتراض قرار گرفته‌است.

## انتخابات ریاست جمهوری
تانگ در انتخابات ریاست جمهوری کیریباتی ژوئیهٔ ۲۰۰۳، توانست با کسب ۴۷٫۴ آرا در برابر برادرش، دکتر هری تانگ با کسب ۴۳٫۵ درصد آرا و وکیل خصوصی Banuera Berina با ۹٫۱ درصد، پیروز شود. این انتخابات مورد اعتراض مخالفان به اتهام تقلب در انتخابات قرار گرفت، اما دیوان عالی تاراوا این ادعا را رد کرد.
وی مجدداً در ۱۷ اکتبر ۲۰۰۷ با کسب ۶۴ درصد آرا انتخاب شد، مخالفان انتخابات ۲۰۰۷ را به‌دلیل محرومیت دو نامزد مخالف، از جمله برادر وی، هری تانگ تحریم کردند.
وی در سال ۲۰۱۲ برای دورهٔ سوم انتخاب شد، او کمی بیش از ۴۰ درصد از آرای مردمی را به‌دست آورد.
مجلس ملی این کشور نامزدهای ریاست جمهوری را از میان اعضای خود انتخاب می‌کند و در یک انتخابات عمومی از میان این نمایندگان، یک نفر به‌عنوان رئیس جمهور برای دوره‌ای چهار ساله انتخاب می‌شود. رئیس جمهور پس از انتصاب، معاونی برای خود برمی‌گزیند. اعضای کابینه ۱۲ نفره این کشور هم از میان نمایندگان مجلس انتخاب می‌شوند.

## هشدار در مورد تغییرات آب و هوا
تانگ، در اوت ۲۰۱۳ هشدار داد با توجه به بالا آمدن سطح دریا و پدیده گرم‌شدن زمین و تغییرات آب و هوایی کشورش تا ۳۰ سال دیگر ممکن است زیر آب برود که با این گفته توجه بین‌المللی را به خود جلب کرده‌است. تانگ در موارد متعدد اعلام کرد که کیریباتی ممکن است از بین برود، و که کل جمعیت آن به‌خاطر آب و هوا ممکن است نیاز به جابجایی و پناهنده شدن داشته باشد. او در ژوئن ۲۰۰۸، اظهار داشت که کیریباتی در حال حاضر به "نقطهٔ بدون بازگشت" رسیده‌است.